# Elmer William Engstrom
Elmer William Engstrom (Minneapolis, 25 de agosto de 1901 – Hightstown, 30 de outubro de 1984) foi um engenheiro eletricista executivo estadunidense, conhecido por sua atuação no desenvolvimento da televisão.

## Biografia
Obteve o bacharelado em engenharia elétrica na Universidade de Minnesota em 1923.
Após a graduação trabalhou na General Electric Company em Schenectady, sobre a tecnologia de rádio e dispositivos de som para filmes. Quando esta atividade foi transferida para a Radio Corporation of America (RCA) em 1930, assumiu responsabilidades adicionais por estas tecnologias adicionalmente a pesquisas sobre válvulas termiônicas.

## Publicações selecionadas
- Engstrom, E. W. "A study of television image characteristics." Proceedings of the Institute of Radio Engineers 21.12 (1933): 1631-1651.
- Engstrom, E. W. "An Experimental Television System: Part I-Introduction." Proceedings of the Institute of Radio Engineers 22.11 (1934): 1241-1245.
- Engstrom, E. W. "A study of television image characteristics: Part Two: Determination of frame frequency for television in terms of flicker characteristics." Proceedings of the Institute of Radio Engineers 23.4 (1935): 295-310.
- Engstrom, E. W. "Systems engineering: A growing concept." Electrical Engineering 76.2 (1957): 113-116.
- Engstrom, Elmer W. "Science, technology, and statesmanship." American Scientist 55.1 (1967): 72-79.